# Mala Hannivka, Petrove
Mala Hannivka (în ucraineană Мала Ганнівка) este un sat în comuna Bohdanivka din raionul Petrove, regiunea Kirovohrad, Ucraina.

## Demografie
Componența lingvistică a localității Mala Hannivka
     Ucraineană (98,28%)
     Rusă (1,72%)
Conform recensământului din 2001, majoritatea populației localității Mala Hannivka era vorbitoare de ucraineană (98,28%), existând în minoritate și vorbitori de rusă (1,72%).